# ليئور اشكنازي
ليئور اشكنازي (بالعبرية: ליאור אשכנזי‏) (و. 1968 – م) هو ممثل، وممثل مسرحي، وممثل أفلام، وممثل دُبلاج، ومذيع من إسرائيل. ولد في رمات غان.

## روابط خارجية
- ليئور اشكنازي على موقع IMDb (الإنجليزية)
- ليئور اشكنازي على موقع ألو سيني (الفرنسية)
- ليئور اشكنازي على موقع ميوزك برينز (الإنجليزية)
- ليئور اشكنازي على موقع أول موفي (الإنجليزية)
- ليئور اشكنازي على موقع قاعدة بيانات الفيلم (الإنجليزية)
- ليئور اشكنازي على موقع كينوبويسك (الروسية)